# 有限会社 (ポーランド)
ポーランド法における有限会社（ポーランド語: spółka z ograniczoną odpowiedzialnością; sp. z o.o.） は、ポーランドの会社法（Kodeks spółek handlowych）に基づく企業形態で、会社（spółka handlowa）の一種であり、法人格を有する。「spółka」は「会社」を、「z ograniczoną odpowiedzialnością」は「有限責任の」を意味する。日本法における旧有限会社に相当する。
ドイツの有限会社（GmbH）に倣って導入された。
日本では法人格のある私企業はほとんどの場合には株式会社（KK）の組織を取るが、ポーランドではドイツなどと同様、大企業でも株式会社（S.A.）ではなく有限会社（sp. z o.o.）であることが多い。ポーランド中央統計局（GUS）が2010年に発表した統計では、全登記団体576,925社のうち252,411社が有限会社となっており（株式会社は9,322社）、企業法人形態の中では最多となっている。